# Toužínské stráně
Toužínské stráně je přírodní památka poblíž města Dačice v okrese Jindřichův Hradec. Chráněné území je ve správě Krajského úřadu Jihočeského kraje.

## Předmět ochrany
Předmětem ochrany jsou semixerotermní travinobylinná společenstva a společenstva mělkých skeletovitých půd a výskyt entomofauny vázané na tato společenstva. V západním okraji přírodní památky je starý lom s významnou geologickou lokalitou – mimořádná složitost vrásnění rulových hornin. Pozoruhodný je zejména výskyt okáče kostřavového (Arethusana arethusa), bojínkovitého , metlicovitého, řady ohniváčků atd.